# 136518 Opitz
A 136518 Opitz (ideiglenes jelöléssel (136518) 2005 SF70) a Naprendszer kisbolygóövében található aszteroida. Sárneczky Krisztián fedezte fel 2005. szeptember 28-án.